# Sémaphore de l'île de Batz
Le Sémaphore de l'île de Batz est un poste de surveillance de la marine nationale française établi sur un point haut de l'île de Batz baignée par la Manche. Il est situé sur le territoire de la commune de l'Île-de-Batz à proximité et en lien avec Roscoff, dans le Pays de Léon, à l'extrême nord du département du Finistère, en région Bretagne.
Mis en service en 1866 près du phare, il est déplacé à son emplacement actuel en 1905, presque détruit pendant la Seconde Guerre mondiale, il est reconstruit en 1952. Réhabilité en 2013, il devient un sémaphore de première catégorie qui fonctionne 24h/24h.

## Situation
Le sémaphore de l'île de Batz est situé entre les sémaphores de deuxième catégorie : Ploumanac'h et Brignogan.

## Histoire

### Avant le sémaphore
C'est au début du XVIIIe siècle, que l'on construit tout un système d'éléments fortifiés pour la défense de l'île. Ce dispositif comprend un « corps de garde d'observation » situé sur une colline, à côté d'un moulin, dans la partie centrale de l'île. Pour pouvoir signaler l'arrivée d'une force ennemie, il est équipé en drapeaux et feux pour que ses signaux puissent être reçus de jour comme de nuit par les corps de garde de Roscoff et de l'île de Sieck,.

### Premier sémaphore (1866-1905)

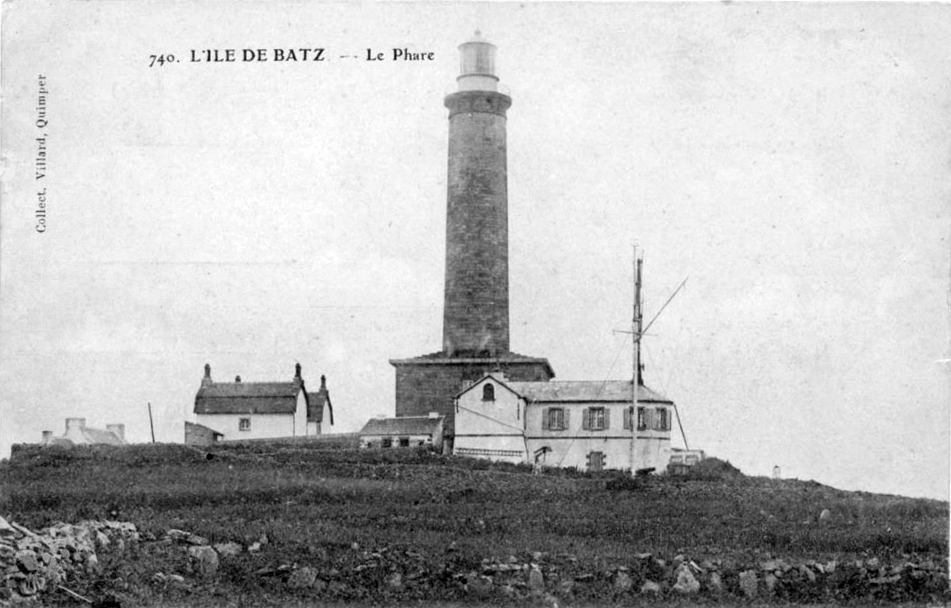
Le premier sémaphore avant 1905.

C'est en 1862, par un décret du 17 mai, qu'est rendue opérationnelle la décision de doter le littoral français de 134 postes électro-sémaphoriques. Les sémaphores sont tous édifiés entre 1865 et 1866. Celui de l'île de Batz est conforme au plan type comprenant une salle de veille et un petit logement conçu pour deux gardiens. Le sémaphore est équipé d'un mat de signaux Depillon, ayant sa base dans la salle de veille, il surplombe la toiture. À Batz il est établi à côté du phare.
En 1870, sur les 25 sémaphores situés sur la côte de la Bretagne nord, celui de l'île de Batz est établi entre ceux de l’Aber Vrach et de Roscoff, Bloscon. Ils sont tous reliés à la ville la plus proche ou un autre sémaphore par un câble télégraphique. Celui de l'île de Batz, comme ceux de Ouessant et Bréhat, est reliés au continent par un câble sous-marin.
Vers 1900, le sémaphore dispose du mat Depillon et d'un autre mat pour les pavillons, un canon pour les signaux sonores notamment en cas de brume (voir image ci-contre).

### Second sémaphore (depuis 1905)
Sur le site du moulin, situé à côté du « corps de garde d'observation », on construit en 1860-1861 une « caserne défensive », dite aussi réduit central, elle dispose d'un fort situé dans une cour centrale entouré d'un important talus,. Elle est organisée pour recevoir de l'infanterie avec pour objectif de faire face à un débarquement.

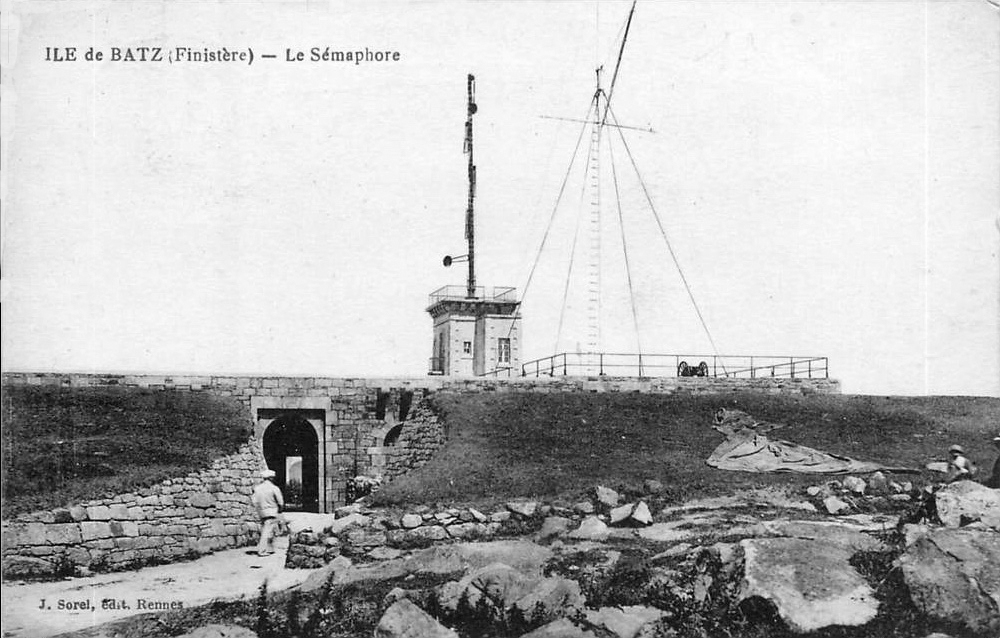
Le sémaphore vers 1910.

Le sémaphore est mis en service en 1905 à la place de celui présent près du phare. Lors de la Seconde Guerre mondiale il subit d'importants dommages, l'ancien fort est également presque totalement détruit. Après avoir été reconstruit, il et remis en service en 1952.
Du fait notamment de l'importance augmentée du trafic maritime dans la zone et des progrès technologiques, un important chantier de rénovation et modernisation débute au début des années 2010. Outre la rénovation générale, ce chantier comporte l'aménagement de logements pour dix guetteurs, l'installation d'un système radar adapté et du système Spationav, qui connecté avec des outils comme le Système d'identification automatique (SIA) dit Automatic Identification System (AIS) en anglais. Ce chantier lui permet d'accéder au statut de sémaphore de première catégorie le 13 juillet 2012, ce qui implique, toute l'année, un service de veille permanente 24h/24h.
Lors des journées du patrimoine en septembre 2012, le sémaphore est de nouveau ouvert à la visite. Son nouveau responsable le maître principal Frédéric Brouxel indique « notre premier outil reste les jumelles pour la surveillance côtière proche » ce qui satisfait un pêcheur côtier professionnel « On sait qu'ils sont là quand on est en mer, on sait que s'il nous arrive quelque chose, ils auront un œil sur nous ». Le sémaphore est habité de manière permanente par son responsable, dont le fils est à l'école sur l'île, les autres militaires font des services du vendredi au vendredi. L'inauguration du sémaphore réhabilité a lieu le 22 mars 2013 par le Vice-amiral d'escadre Jean-Pierre Labonne, préfet maritime de l'Atlantique en présence du maire Guy Cabioc’h et du commandant de la Formation Opérationnelle de Surveillance et d’Information Territoriale (FOSIT) de Brest, le capitaine de frégate Christophe Deldique.

## Sémaphore actuel

### Caractéristiques
Le sémaphore est situé sur un point haut au centre de l'île, il dispose d'une tour, haute de quinze mètres avec la chambre de veille à son sommet, angle de l'équerre constituée par deux bâtiments, aménagés en logements et locaux divers, établis dans une cour carrée formée par le mur de fortification de l'ancien fort central. Il est armé par un équipage de la Marine nationale composé de dix guetteurs sémaphoriques (guetteur de la flotte).
Il dispose notamment d'un système radar, du système Spationav V2, de la marine nationale qui permet de fédérer des informations multi-sources, comme l'AIS.

### Missions
Dépendant de la préfecture maritime de Brest, il assure la veille dans une zone côtière proche avec deux missions principales, l'une est militaire : la Défense nationale et l'autre de Service public : la sauvegarde de la vie humaine et de l'environnement. Depuis l'accord de Schengen il assure également la surveillance d'une frontière de l'Union européenne.
Dans la pratique, cela consiste en une veille optique, radio et radar de la zone maritime sous sa surveillance. Il agit, notamment, en coordination avec le CROSS Corsen.

## Patrimoine
Le bâtiment du sémaphore, construit en 1866 suivant un plan type, est toujours présent à proximité du phare.

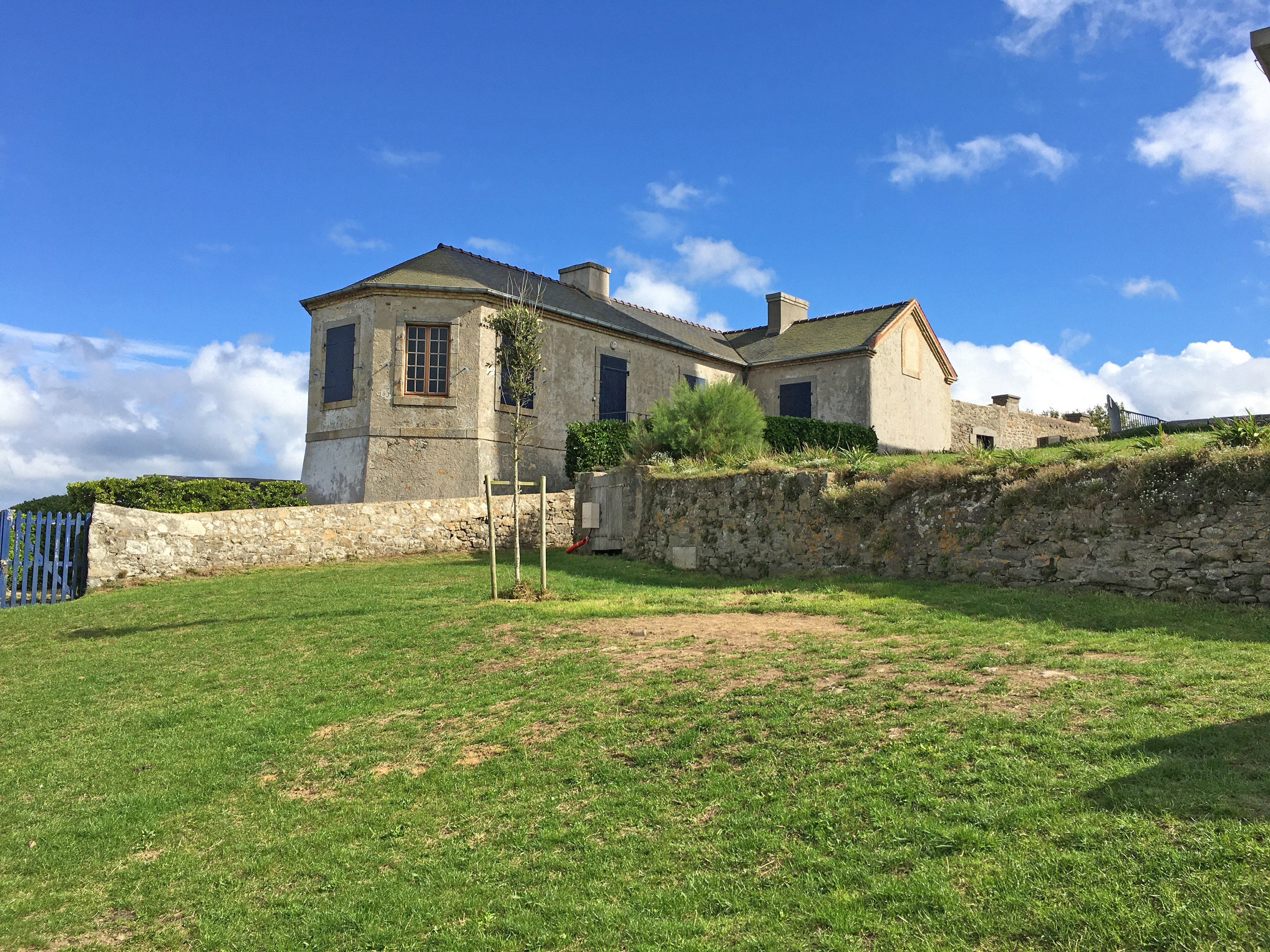
Bâtiment de 1866, en 2021.
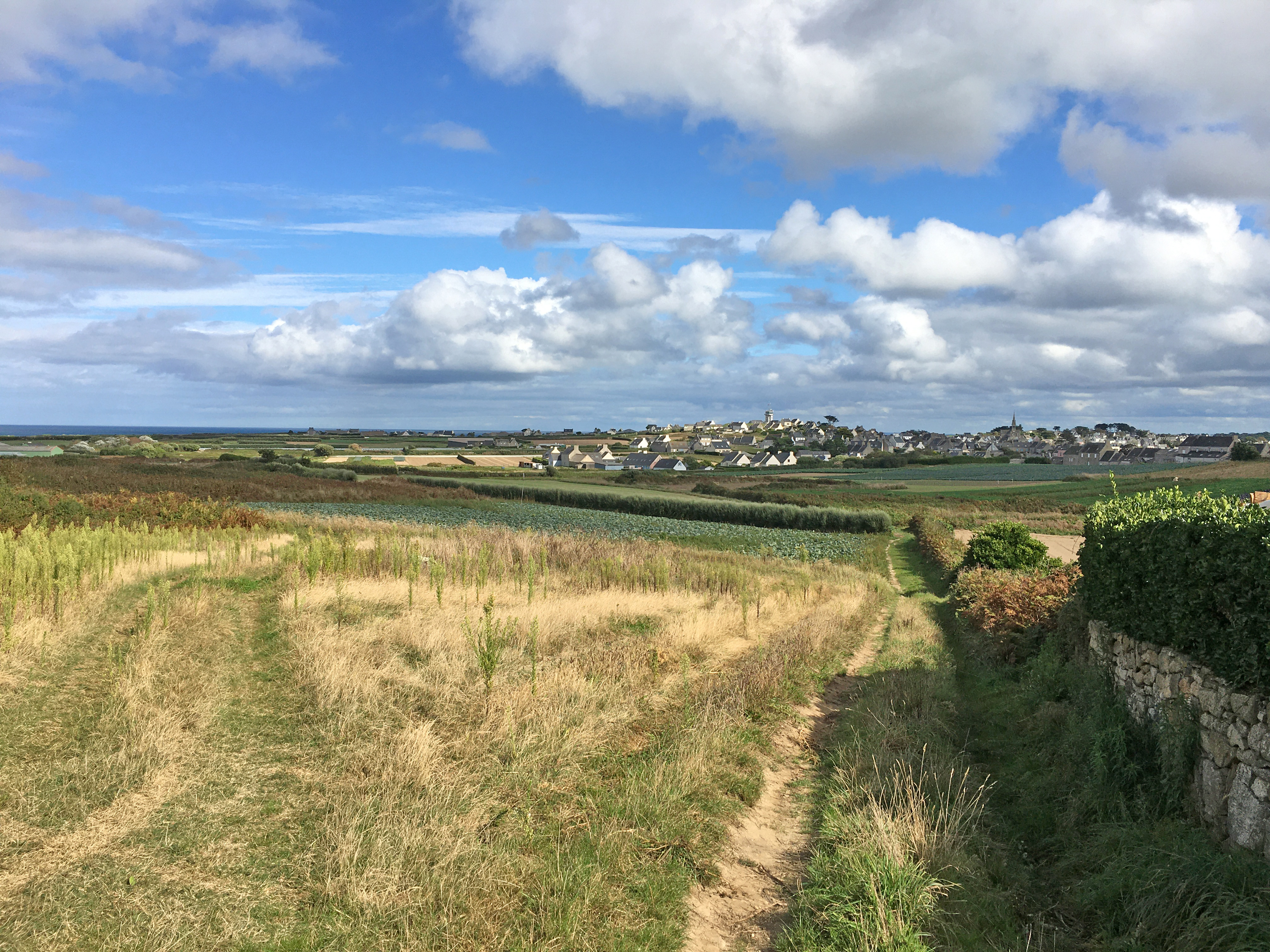
Sémaphore actuel vu depuis un site proche de l'ancien.